# Gregorio Dumaine
Gregorio Dumaine nació en el año 1843 y falleció en la capital de Morelia en el año de 1889; formó parte de la Academia de dibujo y pintura de esa capital. Fue discípulo del pintor italiano Eugenio Landesio y compañero del pintor mexicano Salvador Murillo.